# 美国政府的嘉奖和勋章
美國政府嘉獎和勳章（英語：Awards and Decorations of the United States Government）是美國聯邦政府所頒發的民事勳章，通常頒發給在美國聯邦政府任職期間以平民身份持續做出功績的服務的人。某些美國政府獎勵也可頒發給美國武裝部隊的軍事人員，並與美國軍隊的嘉獎和勳章一起佩戴。依照優先順序，經授權佩戴的美國非軍事獎章和勳章佩戴在美國軍事個人獎章和集體獎章之後，在美國軍事參戰和服役獎章之前。
以下是目前美國政府頒發的一些民事嘉獎並依照所頒授單位分節。

## 美國總統辦公廳
| - 總統自由勳章（特別嘉獎） - 總統自由勳章 - 總統公民獎章 - 公共安全官員英雄獎章 - 功績獎章（不再頒授） - 自由獎章（不再頒授） | - 聯邦文職人員傑出服務總統獎 - 國家藝術獎章 - 國家人文獎章 - 國家科學獎章 - 國家技術與創新獎章 - 數學與理科卓越教學總統獎 | - 科學與工程青年成就總統獎 - 聯邦能源管理領導總統獎 - 保護美國總統獎 - 青年環保總統獎 - 志願服務總統獎 |

### 高級行政服務人員
- 傑出行政管理人員總統級別獎（英语：Presidential Rank Awards）
- 功績行政管理人員總統級別獎（英语：Presidential Rank Awards）
- 傑出高級專業人才總統級別獎（英语：Presidential Rank Awards）
- 功績高級專業人才總統級別獎（英语：Presidential Rank Awards）

## 美國國會
| - 國會金質獎章 - 國會銀質獎章 - 國會銅質獎章 | - 金章國會嘉獎（僅限青年） - 銀章國會嘉獎（僅限青年） - 銅章國會嘉獎（僅限青年） | - 國會金質表彰（僅限青年） - 國會銀質表彰（僅限青年） - 國會銅質表彰（僅限青年） |

## 美國情報體系

### 國家情報嘉獎
國家情報嘉獎由國家情報總監辦公室頒授給美國情報體系相關人員。

#### 重大貢獻嘉獎
| - 喬治·華盛頓間諜大師獎 - 國家情報十字勳章 - 國家情報英勇獎章 - 國家情報傑出服務獎章 - 國家情報卓越服務獎章 - 國家情報改革獎章（2010年11月停授） | - 國家情報特殊成就獎章 - 國家情報功績集體表彰 - 國家情報獎章 - 國家情報傑出表彰 - 協作領導國家情報總監獎（2010年11月停授） | - 國家情報特別行為或服務獎 - 情報體系平等就業與多元典范領導獎 - 情報體系平等就業與多元典范優異成就獎 - 情報體系印璽獎章 - 伽利略獎 |

#### 公共服務嘉獎
- 國家情報傑出公共服務獎章（英语：National Intelligence Distinguished Public Service Medal）
- 國家情報卓越公共服務獎章[6]

#### 特別資格嘉獎
- 情報體系遠征服務獎章
- 國家情報聯合職務服務裝置
- 高級國家情報服務裝置[6]

#### 成立之前嘉獎
- 國家安全獎章（英语：National Security Medal）
- 國家情報成就獎章（英语：National Intelligence Medal of Achievement）

### 中央情報局嘉獎
本章節獎項由中央情報局頒授。
| - 傑出情報十字勳章 - 傑出情報獎章 - 情報之星 - 情報功績獎章 - 傑出職業情報獎章 | - 職業情報獎章 - 職業嘉獎獎章 - 情報嘉獎獎章 - 優異服務獎章 - 對敵行動服務獎章 | - 局璽獎章 - 局長獎 - 金質退休獎章 - 銀質退休獎章 - 銅質退休獎章 |

## 美國農業部
美國農業部榮譽獎項是一項傳統，始於1947年，代表著部長授予個人或團體以表彰其對本部門使命的支持和貢獻的最高榮譽。自2018年以來，傳統的榮譽獎項計劃已重新設計為三層結構：
- 第三層：部長榮譽獎
- 第二層：副部長（或助理部長）榮譽獎
- 第一層：司局長（或主任）榮譽獎

### 動植物衛生檢驗署
- 傑出榮譽獎
- 卓越榮譽獎
- 功績榮譽獎

### 海外農業服務局
- 傑出榮譽獎
- 卓越榮譽獎
- 功績榮譽獎

### 聯邦森林局
| - 傑出科學獎 - 青年科學家獎 - 科學傳遞獎 - 策略目標榮譽獎 - 奧爾多·利奧波德整體荒野管理獎 | - 鮑勃·馬歇爾荒野管理個人冠軍獎 - 鮑勃·馬歇爾荒野管理團體冠軍獎 - 荒野夥伴冠軍獎 - 荒野管理研究卓越獎 - 康妮·邁爾斯荒野教育領導獎 | - 基層主管荒野領導獎 - 野生與風景河流傑出管理獎 - 野生與風景河流優異管理者 - 野生與風景河流優異基層主管領導獎 |

## 美國商務部
- 商務部金質獎章（英语：Awards and decorations of the United States government）
- 商務部銀質獎章（英语：Awards and decorations of the United States government）
- 商務部銅質獎章（英语：Awards and decorations of the United States government）
- 總統卓絕品質獎（英语：Awards and decorations of the United States government）

### 國家標準及技術研究所
| - 馬爾科姆·鮑德里奇國家質量獎 - 尤金·卡森·克里滕登獎 - 艾倫·阿斯汀測量科學獎 - 愛德華·烏勒·康登獎 - 賈德森·弗倫奇獎 | - 雅各布·拉比諾應用研究獎 - 愛德華·貝內特·羅沙獎 - 威廉·斯利希特獎 - 塞繆爾·韋斯利·斯特拉頓獎 - 喬治·烏裡亞諾獎 | - 國家標準及技術研究所同事選擇獎 - 傑出行政管理主任獎 - 平等就業暨多元獎 - 國家標準及技術研究所安全獎 |

### 國家海洋和大氣管理局
| - 國家海洋和大氣管理局軍官團功績服務獎章 - 國家海洋和大氣管理局局長獎 - 國家海洋和大氣管理局軍官團嘉獎獎章 | - 國家海洋和大氣管理局軍官團成就獎章 - 國家海洋和大氣管理局軍官團團長略綬 - 國家海洋和大氣管理局集體表彰獎 | - 國家海洋和大氣管理局技術轉移獎 - 國家海洋和大氣管理局傑出職業獎 |

#### 非政府榮譽
- 年度青年軍官（相當於國家海洋和大氣管理局軍官團尉官協會獎無附裝置獎章）[8]
- 科學獎（相當於國家海洋和大氣管理局軍官團尉官協會獎附銅質“S”字母裝置獎章）
- 工程獎（相當於國家海洋和大氣管理局軍官團尉官協會獎附銅質“E”字母裝置獎章）
- 美國軍事工程師學會科爾伯特獎章
- 美國軍事工程師學會卡羅獎章[9]

#### 競賽與服務獎項
| - 國家海洋和大氣管理局軍官團國家響應部署獎章 - 國家海洋和大氣管理局軍官團傑出志願服務獎章 - 國家海洋和大氣管理局海洋服務部署獎章 - 國家海洋和大氣管理局軍官團大西洋海上服役略綬 | - 國家海洋和大氣管理局軍官團太平洋海上服役略綬 - 國家海洋和大氣管理局軍官團機動任務服役略綬 - 國家海洋和大氣管理局軍官團國際服役略綬 | - 國家海洋和大氣管理局軍官團國家響應服役略綬 - 國家海洋和大氣管理局步槍略綬（不再頒授） - 國家海洋和大氣管理局手槍略綬（不再頒授） |

### 海岸和大地測量局
| - 海岸和大地測量局傑出服務略綬（不再頒授） - 海岸和大地測量局功績服務略綬（不再頒授） | - 海岸和大地測量局優良品行略綬（不再頒授） - 海岸和大地測量局國防服務略綬（不再頒授） | - 海岸和大地測量局大西洋戰區服務略綬（不再頒授） - 海岸和大地測量局太平洋戰區服務略綬（不再頒授） |

## 美國國防部

### 國防部文職服務獎勵
- 國防部傑出文職服務獎（英语：Department of Defense Distinguished Civilian Service Award）
- 國防部長功績文職服務獎（英语：Secretary of Defense Meritorious Civilian Service Award）
- 國防部戴維·庫克（英语：David O. Cooke）卓越公共管理獎

### 國防部長辦公室文職服務獎勵
| - 國防部長卓越文職服務獎 - 國防部長文職職業服務獎 - 國防部長英勇獎章 | - 國防部長捍衛自由獎章 - 沙漠風暴 / 沙漠之盾文職獎章 - 國防部長全球反恐戰爭獎章 | - 武裝部隊文職服務獎章 - 國防部長辦公室卓越獎 - 國防部長辦公室集體成就獎 |

### 國防部長辦公室平民個人獎勵
- 國防部傑出公共服務獎章（英语：Department of Defense Medal for Distinguished Public Service）
- 國防部長卓越公共服務獎章（英语：Secretary of Defense Medal for Outstanding Public Service）
- 國防部長辦公室優秀公共服務獎章（英语：Office of the Secretary of Defense Medal for Exceptional Public Service）
- 尤金·富比尼獎（英语：Eugene G. Fubini Award）

### 參謀長聯席會議
| - 參謀長聯席會議主席傑出公共服務獎 - 參謀長聯席會議主席卓越公共服務獎 | - 參謀長聯席會議主席傑出文職服務獎 - 聯合文職服務功績獎（等同國防部軍功獎章） | - 聯合文職服務嘉獎獎（等同聯合服役嘉獎獎章） - 聯合文職服務成就獎（等同聯合服役成就獎章） |

### 文職人員管理服務局
- 優秀文職服務獎
- 功績文職服務獎
- 傑出文職職業服務獎

### 國防采購大學
- 國防采購大學（英语：Defense Acquisition University）校長獎章
- 國防采購大學優異文職服務獎章
- 國防采購大學文職成就獎章

### 國防高級研究計劃局
| - 國防高級研究計劃局傑出文職服務獎章 - 國防高級研究計劃局優異文職服務獎章 - 國防高級研究計劃局功績文職服務獎章 | - 國防高級研究計劃局傑出公共服務獎章 - 國防高級研究計劃局優異公共服務獎章 - 國防高級研究計劃局功績公共服務獎章 | - 國防高級研究計劃局榮譽服務獎章 - 規則突破獎獎章 |

### 國防部監察長辦公室
- 國防部監察長傑出服務獎（英语：DoD Inspector General Distinguished Service Award）
- 國防部監察長（英语：Department of Defense Office of Inspector General）優異文職服役獎
- 國防部監察長功績文職服役獎

### 國防調查局
- 國防調查局（英语：Defense Counterintelligence and Security Agency）優秀文職服役獎
- 國防調查局功績文職服役獎

### 戰俘及失蹤軍人統計局
| - 功績文職服役局長獎 - 文職服役局長嘉獎狀 | - 文職成就局長獎 - 戰俘及失蹤軍人統計局行動團隊服務獎章 | - 戰俘及失蹤軍人統計局傑出公共服務獎章 - 戰俘及失蹤軍人統計局優異公共服務獎章 |

### 陸軍部

#### 陸軍部文職服務勳章
| - 陸軍部傑出文職服役獎 - 陸軍部長英勇獎 - 陸軍部優異文職服役獎 | - 陸軍部功績文職服役獎 - 陸軍部文職服役嘉獎獎章（原文職服役指揮官獎） | - 陸軍部文職服役成就獎章 - 陸軍部長裝備採購傑出成就獎 |

#### 陸軍部文職服務獎章
- 文職人道服務獎（英语：Civilian Award for Humanitarian Service）[14]
- 國防部長全球反恐戰爭獎章（英语：Secretary of Defense Medal for the Global War on Terrorism）[10]
- 武裝部隊文職服務獎章（英语：Armed Forces Civilian Service Medal）[11]